# Winter’s Bone
Winter’s Bone (Alternativtitel: Winters Knochen) ist ein im Jahr 2010 erschienener US-amerikanischer Independentfilm der Regisseurin und Drehbuchautorin Debra Granik. Er handelt von Lebensverhältnissen armer US-Amerikaner. Eine junge Frau macht sich auf die Suche nach ihrem verschwundenen Vater. Die literarische Vorlage für den mehrfach preisgekrönten Film stammt von US-Autor Daniel Woodrell. Kinostart in Deutschland war der 31. März 2011.

## Handlung
Die siebzehnjährige Ree Dolly lebt mit ihren beiden jüngeren Geschwistern und ihrer depressiven (katatonischen) Mutter in ärmlichen Verhältnissen in den Ozarks in Missouri. Ihr Vater Jessup, der Crystal gekocht hat, wurde von der Polizei gefasst. Ree erfährt, dass er gegen Kaution auf freien Fuß gekommen und seitdem verschwunden ist. Da er dem Kautionsagenten als Sicherheit Haus und Land der Familie gestellt hat, droht der Verlust des Heims, wenn er beim nächsten Gerichtstermin nicht auftaucht.
Um dieses Unglück abzuwenden, macht sich Ree auf die Suche nach ihrem Vater. Das drogenkriminelle Umfeld der Familie sieht darin eine Gefahr für die Geheimhaltung ihrer Geschäfte. Ree wird eindringlich davor gewarnt, weiter nach ihrem Vater zu suchen. Jedoch erfährt sie, dass dieser zuletzt mit drei Männern gesehen wurde und selbst eine alte Freundin nicht mehr kennen wollte. Der Kautionsmakler kommt vorbei: Jessup ist zu seinem Gerichtstermin nicht erschienen. Das verpfändete Haus ist damit verfallen und wird in einer Woche eingezogen, es sei denn, es gelingt Ree zu beweisen, dass ihr Vater den Termin versäumt hat, weil er tot ist. Als sie deshalb weiter nachforscht, wird sie von drei weitläufig verwandten Frauen, Merab Milton und deren Schwestern, brutal zusammengeschlagen. Ihr Onkel Teardrop kann Schlimmeres verhindern; er taucht am Ort des Geschehens auf, übernimmt die Verantwortung, dass Ree nichts verraten wird, und darf sie mitnehmen. Ree ist so verzweifelt, dass sie sich, halbwegs wiederhergestellt, bei der Army bewirbt, um die 40.000 Dollar zu kassieren, die an Freiwillige gezahlt werden. Aber der Rekrutierungsoffizier erklärt ihr, dass sie als Minderjährige die Zustimmung ihrer Eltern benötigt. Er ermahnt sie, ihre Kraft lieber in die Bewältigung der häuslichen Probleme zu investieren. Zusammen mit Teardrop spürt Ree die drei Männer auf, mit denen Jessup zuletzt gesehen wurde. Auf Teardrops Fragen reagieren sie mit Drohungen. Daraufhin zerschlägt er die Frontscheibe ihres Autos mit der Axt.
Die Miltons unternehmen nichts, um die mit ihnen verwandte Familie Dolly vor dem Ruin zu retten. Aber um weitere Nachforschungen zu vermeiden, holen Merab Milton und ihre Schwestern Ree zuhause ab und bringen sie nachts mit einem Boot in einen Sumpf. Dort wird zur Gewissheit, was Ree bisher nur befürchtete: Ihr Vater wurde ermordet, seine Leiche wurde versteckt und sollte zum Schutz der Täter verschwunden bleiben. Um der Polizei dennoch Jessups Tod nachweisen zu können und das Haus der Dollys zu retten, sägt Merab der Leiche mit einer Kettensäge die Hände ab. Ree bringt die Hände ihres toten Vaters zur Polizei, und eine Untersuchung bestätigt, dass es Jessups Hände sind.
Am Ende des Films gibt der Kautionsmakler Ree das von der Kaution übriggebliebene Geld. Er drückt Ree seine Bewunderung aus, sie beruft sich stolz darauf, sie sei eben „eine Dolly“. Sie bleibt bei ihrer Familie. Ihr Onkel Teardrop bringt den jüngeren Geschwistern Küken zum Aufziehen und sagt, er wisse, wer der Mörder seines Bruders sei, verrät es aber nicht. Ree bietet ihm das Banjo ihres toten Vaters an, Teardrop bittet Ree, es für ihn aufzubewahren, und geht. Offen bleibt, ob er versuchen will, seinen Bruder zu rächen.

## Hintergrund
Die Vorlage für den Film bildet der gleichnamige Roman von Daniel Woodrell. Nach dem 1999 von Ang Lee verfilmten Roman Wer mit dem Teufel reitet ist dies die zweite filmische Adaption eines seiner Bücher. Regisseurin Debra Granik und Produzentin Anne Rosellini hatten Woodrell schon vor der Veröffentlichung seines Romans kontaktiert. Woodrell kannte und mochte den ersten Langfilm Graniks Down to the Bone von 2004 und war gerne bereit, Granik und Rosellini die Verfilmung zu gestatten. Gemeinsam besuchten sie das Ozark-Plateau, die Gegend, in der die Geschichte spielt. Woodrell zeigte ihnen ortstypische Landschaften und Gebäude und machte die Filmemacherinnen mit Einheimischen bekannt.
„Nicht nur, dass ‚Winter’s Bone‘ tatsächlich in einem abgelegenen Dorf im Süden von Missouri gedreht wurde, auch viele der Darsteller fand und besetzte Granik erst direkt vor Ort. Es sind jedoch nicht nur die Laiendarsteller und die natürlichen Schauplätze, die ‚Winter’s Bone‘ eine dokumentarische Ader verleihen, sondern auch der weitgehende Verzicht auf rein filmische Mittel.“ „In einem Interview mit dem Magazin Rolling Stone erzählte Jennifer Lawrence etwas über die Szene aus dem Film Winter’s Bone, in der sie ein Eichhörnchen häuten musste. Auf die Frage, ob sie es tatsächlich getan hat, oder es ein Filmtrick war, antwortete Lawrence: ‚Für PETA sollte ich sagen, dass die Szene gestellt war, aber scheiß auf PETA.‘“

## Kritiken
„Der Film zeichnet dank dokumentarisch anmutender Exkurse, authentischer Schauplätze und eines um viele Laiendarsteller ergänzten Ensembles ein glaubwürdiges Bild des „White Trash“-Milieus, wobei er die Protagonisten nicht vorführt, sondern sich auf ihre Lebenswelt einlässt. Der ungeschönte Blick wird von leisem Humor und einer Tier- und Dingsymbolik aufgefangen und von einer kraftvoll-melancholischen Filmmusik illustriert.“

„Anhand des genau herausgearbeiteten sozialen Hintergrunds lässt sich die 17-jährige Ree von jugendlichen Heldenfiguren aus Hollywood-Produktionen unterscheiden. Obwohl sie etwa mit Hannah Montana […] wesentliche Charakterzüge wie Mut, Willensstärke oder die Bereitschaft, sich für etwas aufzuopfern, teilt, erscheint sie doch geradezu als Gegenentwurf zum konsumorientierten Hedonismus dieses fiktiven Teeniestars. […] Man wird kaum eine andere jugendliche Kino-Protagonistin finden, die Selbstlosigkeit und Verantwortungsbewusstsein auf derart berührende Weise verkörpert.“

## Auszeichnungen
Der Film wurde für zahlreiche kleine und größere Filmpreise nominiert und gewann einige davon, darunter den Großen Preis der Jury beim Sundance Film Festival 2010. Hauptdarstellerin Jennifer Lawrence wurde für ihre Darstellung der Ree Dolly 2011 sowohl für einen Golden Globe als auch für einen Oscar nominiert. Auf den Film entfielen drei weitere Oscarnominierungen (bester Film, bestes adaptiertes Drehbuch, beste männliche Nebenrolle). Auf der Berlinale 2010 wurde das Werk mit dem Leserpreis des Tagesspiegels ausgezeichnet.

## Synchronfassung
Die deutsche Fassung wurde von TV+Synchron Berlin produziert. Karin Lehmann schrieb das Dialogbuch und führte die Dialogregie.
| Rolle          | Schauspieler      | Synchronsprecher  |
| -------------- | ----------------- | ----------------- |
| Ree Dolly      | Jennifer Lawrence | Tanya Kahana      |
| Teardrop       | John Hawkes       | Robert Missler    |
| Gail           | Lauren Sweetser   | Sarah Riedel      |
| Sheriff Baskin | Garret Dillahunt  | Alexander Doering |
| Merab          | Dale Dickey       | Sabine Walkenbach |
| Little Arthur  | Kevin Breznahan   | Tommy Morgenstern |
| Thump Milton   | Ronnie Hall       | Helmut Krauss     |
| April          | Sheryl Lee        | Antje von der Ahe |